# گموند
گموند (به آلمانی: Gemünd) یک شهر در آلمان است که در بیتبورگ-پروم واقع شده‌است.